# Delias cinerascens
Delias cinerascens is een vlindersoort uit de familie van de Pieridae (witjes), onderfamilie Pierinae.
Delias cinerascens werd in 1893 beschreven door Mitis.